# Elżbieta Rafalska
Elżbieta Rafalskaⓘ z domu Kajzer (ur. 22 czerwca 1955 we Wschowie) – polska polityk i samorządowiec.
Senator VI kadencji (2005–2007), posłanka na Sejm VI, VII i VIII kadencji (2007–2019), sekretarz stanu w Ministerstwie Pracy i Polityki Społecznej (2006–2007), minister rodziny, pracy i polityki społecznej w rządach Beaty Szydło oraz Mateusza Morawieckiego (2015–2019), posłanka do Parlamentu Europejskiego IX kadencji (2019–2024).

## Życiorys
W młodości uprawiała koszykówkę, była zawodniczką Pogoni Wschowa. W 1978 ukończyła studia na Zamiejscowym Wydziale Wychowania Fizycznego w Gorzowie Wielkopolskim AWF w Poznaniu, a następnie w 1998 podyplomowe studia na Uniwersytecie Szczecińskim w zakresie pedagogiki rewalidacyjnej oraz w 2001 w zakresie organizacji i zarządzania pomocą społeczną i pracą socjalną. Ukończyła liczne szkolenia z zakresu zarządzania zasobami ludzkimi, zarządzania jakością w urzędzie i zarządzania opieką zdrowotną. Uzyskała uprawnienia państwowe do sprawowania funkcji członka rady nadzorczej w spółkach Skarbu Państwa.
Była nauczycielką akademicką w ZWKF AWF w Gorzowie Wielkopolskim, a następnie wizytatorem w kuratorium oświaty. W 1998 została dyrektorem Wojewódzkiego Zespołu Pomocy Społecznej. W latach 1999–2002 pracowała na stanowisku dyrektora Wydziału Spraw Społecznych Lubuskiego Urzędu Wojewódzkiego. Była także wykładowczynią w Państwowej Wyższej Szkole Zawodowej w Gorzowie Wielkopolskim.
W latach 1994–2005 sprawowała mandat radnej rady miasta Gorzowa Wielkopolskiego (m.in. z ramienia AWS). Od 2002 do 2005 pełniła funkcję przewodniczącej Komisji Rodziny i Spraw Społecznych, a następnie wiceprzewodniczącej rady miasta. Była również przewodniczącą klubu radnych Prawa i Sprawiedliwości.
W 2004 wstąpiła do Prawa i Sprawiedliwości, została członkiem lubuskiego zarządu regionalnego tej partii. W wyborach w 2005 z listy PiS uzyskała mandat senatora VI kadencji w okręgu lubuskim. Była przewodniczącą Komisji Samorządu Terytorialnego i Administracji Państwowej. Od 6 czerwca 2006 do 5 kwietnia 2007 i ponownie od 24 sierpnia 2007 do 3 grudnia 2007 zajmowała stanowisko sekretarza stanu w Ministerstwie Pracy i Polityki Społecznej.
W wyborach parlamentarnych w 2007 uzyskała mandat poselski, otrzymując 16 922 głosy. W wyborach do Parlamentu Europejskiego w 2009 bezskutecznie ubiegała się o mandat europosłanki w okręgu gorzowskim, uzyskując 8390 głosów. W wyborach do Sejmu w 2011 z powodzeniem ubiegała się o reelekcję, dostała 14 812 głosów. W wyborach w 2014 ponownie ubiegała się bezskutecznie o mandat eurodeputowanej, otrzymując 13 683 głosy.
W 2015 została ponownie wybrana do Sejmu, otrzymując 22 898 głosów. 16 listopada tego samego roku powołana na ministra rodziny, pracy i polityki społecznej w rządzie Beaty Szydło. 11 grudnia 2017 objęła to stanowisko w nowo utworzonym rządzie Mateusza Morawieckiego.
W wyborach do Parlamentu Europejskiego w 2019 otrzymała 70 916 głosów i uzyskała mandat eurodeputowanej IX kadencji. W związku z tym wyborem 3 czerwca 2019 zakończyła pełnienie funkcji ministra. W 2024 bezskutecznie kandydowała w kolejnych wyborach europejskich.

## Wyniki w wyborach ogólnopolskich
| Wybory | Komitet wyborczy                   | Komitet wyborczy       | Organ             | Okręg          | Wynik           |
| ------ | ---------------------------------- | ---------------------- | ----------------- | -------------- | --------------- |
| 2005   |                                    | Prawo i Sprawiedliwość | Senat VI kadencji | nr 8           | 88 044 (32,35%) |
| 2007   | Sejm VI kadencji                   | Prawo i Sprawiedliwość | nr 8              | 16 922 (4,29%) |                 |
| 2009   | Parlament Europejski VII kadencji  | Prawo i Sprawiedliwość | nr 13             | 8390 (1,90%)   |                 |
| 2011   | Sejm VII kadencji                  | Prawo i Sprawiedliwość | nr 8              | 14 812 (4,45%) |                 |
| 2014   | Parlament Europejski VIII kadencji | Prawo i Sprawiedliwość | nr 13             | 13 683 (3,21%) |                 |
| 2015   | Sejm VIII kadencji                 | Prawo i Sprawiedliwość | nr 8              | 22 898 (6,61%) |                 |
| 2019   | Parlament Europejski IX kadencji   | Prawo i Sprawiedliwość | nr 13             | 70 916 (8,07%) |                 |
| 2024   | Parlament Europejski X kadencji    | Prawo i Sprawiedliwość | nr 13             | 60 643 (7,99%) |                 |

## Odznaczenia i wyróżnienia
Order i odznaczenia
- Krzyż Komandorski Orderu Odrodzenia Polski – 2025[14]
- Krzyż Komandorski Orderu Węgierskiego Zasługi – Węgry, 2017[15][16]

Nagrody i wyróżnienia
W 2017 otrzymała Nagrodę im. Grzegorza Palki (za wdrożenie, wspólnie z samorządami gmin, strategicznego dla Polski ze względów demograficznych, Programu 500+) oraz nagrodę hiszpańskiej Platformy dla Rodzin Katalonia-ONU w kategorii międzynarodowej (za implementację programu „Rodzina 500+” jako istotnego instrumentu promującego rodzinę).

## Życie prywatne
Córka Adama i Albiny. Jest mężatką, ma dwóch synów.